# 울산 중구의 행정 구역
울산 중구의 행정 구역은 18개의 법정동을 12개의 행정동으로 나눠서 관리를 하며, 285통, 1,826반으로 구성되어 있다. 울산 중구의 면적은 37km2이며, 인구는 2013년 12월 31일을 기준으로 89,595세대, 236,903명이다.

## 행정 구역
| 행정구역 | 한자    | 면적 | 세대   | 인구    | 행정 구역 |
| -------- | ------- | ---- | ------ | ------- | --------- |
| 학성동   | 鶴城洞  | 0.93 | 5,314  | 11,954  |           |
| 반구1동  | 伴鷗1洞 | 1.12 | 6,881  | 16,684  |           |
| 반구2동  | 伴鷗2洞 | 0.50 | 4,154  | 10,391  |           |
| 복산동   | 福山洞  | 1.44 | 7,837  | 20,311  |           |
| 북정동   | 北亭洞  | 7.02 | 8,445  | 23,756  |           |
| 중앙동   | 中央洞  | 1.77 | 7,096  | 15,324  |           |
| 우정동   | 牛亭洞  | 1.50 | 9,185  | 23,659  |           |
| 태화동   | 太和洞  | 5.54 | 9,857  | 28,900  |           |
| 다운동   | 茶雲洞  | 8.96 | 11,520 | 30,804  |           |
| 병영1동  | 兵營1洞 | 1.45 | 9,817  | 27,668  |           |
| 병영2동  | 兵營2洞 | 3.99 | 6,755  | 18,803  |           |
| 약사동   | 藥泗洞  | 2.74 | 2,734  | 8,649   |           |
| 중구     | 中區    | 37   | 89,595 | 236,903 |           |

## 법정동
| 행정동  | 법정동                                                                     |
| ------- | -------------------------------------------------------------------------- |
| 학성동  | 학성동(鶴城洞)                                                             |
| 반구1동 | 반구동(伴鷗洞)                                                             |
| 반구2동 | 반구동(伴鷗洞)                                                             |
| 복산동  | 복산동(福山洞)                                                             |
| 성안동  | 성안동(聖安洞)                                                             |
| 중앙동  | 옥교동(玉橋洞), 학산동(鶴山洞), 성남동(城南洞), 교동(校洞), 북정동(北亭洞) |
| 우정동  | 우정동(牛亭洞)                                                             |
| 태화동  | 유곡동(裕谷洞), 태화동(太和洞) (일부)                                      |
| 다운동  | 다운동(茶雲洞), 태화동(太和洞) (일부)                                      |
| 병영1동 | 남외동(南外洞)                                                             |
| 병영2동 | 동동(東洞), 서동(西洞), 장현동(長峴洞)                                     |
| 약사동  | 약사동(藥泗洞)                                                             |

## 연혁

### 구 설치 이전
신라시대에는 굴아화현(屈阿火縣)의 일부였다. 굴아화현은 757년에 하곡현으로 개칭하였다가 940년에 우풍현, 동진현과 통폐합하여 흥례부가 되었다. 흥례부는 995년에 공화현으로 격하되었다가 1018년에 다시 울주로 승격하고, 1413년에 울산군이 되었다. 울산에 면이 설치되면서 중구 지역(1997년에 북구에 편입된 진장·효문·양정동 지역 포함)은 부내면(府內面)이 되었다. 숙종 34년(1708년)에 부내면을 상부내면(上府內面)과 하부내면(下府內面)으로 분리하고, 정조 5년(1781년)에 상부내면을 부내면(府內面)으로, 하부내면을 내상면(內廂面)으로 개칭하였다. 고종 1년(1864년)에 내상면 일부를 부남면(府南面)으로 분리하고, 고종 31년(1894년)에 부내면을 상부면(上府面)으로, 부남면을 하부면(下府面)으로 각각 개칭하였다.
- 1914년 4월 1일 상부면은 내현면(남구 일부)과 통합하여 부내면(府內面)이 되고, 하부면과 내상면을 하상면(下廂面)으로 통합하였다.부내면사무소는 학산동 123번지(현재의 중앙동 주민센터)에, 하상면사무소는 서동에 두었다가 얼마 후 하상면사무소를 남외리(현재의 병영1동 주민센터)로 이전하였다.

| 개편 전                                                                                | 개편 후                |
| -------------------------------------------------------------------------------------- | ---------------------- |
| 상부면 학남동(鶴南洞), 학서동(鶴西洞), 노하동 일부, 하부면 서부동 일부                 | 부내면 학성동(鶴城洞)  |
| 상부면 노상동(路上洞), 노하동 일부                                                     | 부내면 복산동(福山洞)  |
| 상부면 노하동(路下洞)                                                                  | 부내면 학산동(鶴山洞)) |
| 상부면 북정동(北亭洞), 노동동 일부, 노상동 일부, 상서동 일부                           | 부내면 북정동(北亭洞)  |
| 상부면 노서동(路西洞), 노북동(路北洞), 노동동(路東洞), 노하동 일부                     | 부내면 옥교동(玉橋洞)  |
| 상부면 성남동(城南洞), 외부동(外府洞), 내부동(內府洞), 강정동 일부, 우암동 일부        | 부내면 성남동(城南洞)  |
| 상부면 교동(校洞), 상서동(上西洞), 하서동(下西洞)                                      | 부내면 교동(校洞)      |
| 상부면 우암동(牛岩洞), 강정동(江亭洞), 창성동(昌盛洞), 상안동 일부                     | 부내면 우정동(牛亭洞)  |
| 상부면 성동(聖洞), 상안동(上安洞), 길촌동 일부, 내상면 외약동 일부, 농서면 오정동 일부 | 부내면 성안리(聖安里)  |
| 상부면 유곡동(有谷洞), 평동(平洞), 길촌동(吉村洞), 범서면 운곡동 일부                  | 부내면 유곡리(裕谷里)  |
| 상부면 태화동(太和洞), 화진동(和津洞), 반곡동(盤谷洞) 범서면 운곡동 일부               | 부내면 태화리(太和里)  |
| 하부면 구교동(舊校洞), 서부동(西部洞), 동부동(東部洞), 내동동(內東洞)                  | 하상면 반구리(伴鷗里)  |
| 하부면 명촌동(明村洞), 대도동(大島洞), 독도동(獨島洞)                                  | 하상면 명촌리(明村里)  |
| 하부면 양정동(楊亭洞), 양동(楊洞), 치진동(峙津洞)                                      | 하상면 양정리(楊亭里)  |
| 하부면 효문동(孝門洞), 산성동(山城洞), 율동(栗洞)                                      | 하상면 효문리(孝門里)  |
| 하부면 연암동(蓮岩洞), 상방동(上坊洞)                                                  | 하상면 연암리(蓮巖里)  |
| 내상면 내약동(內藥洞), 외약동(外藥洞), 하부면 평산동(平山洞)                           | 하상면 약사리(藥泗里)  |
| 내상면 동동(東洞), 산주동(山酒洞), 어북동(漁北洞), 남동 일부, 북동 일부                | 하상면 동리(東里)      |
| 내상면 서동(西洞), 남동 일부, 북동 일부, 장현동 일부                                   | 하상면 서리(西里)      |
| 내상면 남외동(南外洞), 서동 일부                                                       | 하상면 남외리(南外里)  |
| 내상면 진장동(陳場洞), 하부면 평촌동(平村洞)                                           | 하상면 진장리(珍庄里)  |
| 내상면 장현동(蔣峴洞), 농서면 시례동 일부                                              | 하상면 장현리(長峴里)  |
- 1917년 10월 1일 부내면을 울산면(蔚山面)으로 개칭하였다.
- 1931년 11월 1일 울산면이 울산읍(蔚山邑)으로 승격하였다.
- 1945년 4월 1일 대현면을 울산읍에 편입하여 대현출장소를 설치하였다.
- 1946년 1월 1일 대현출장소가 대현면으로 분리되었다.
- 1962년 6월 1일 울산군 울산읍·하상면이 신설 울산시에 편입되었다. 하상면은 화봉동·송정동을 편입하여 병영출장소가 되었고, 울산읍은 폐지되었다가 1963년 11월 1일 옛 울산읍 지역에 다운동 등을 편입하여 중앙출장소가 설치되었다.
- 1972년 10월 1일 울산시 53개 법정동을 31개 행정동으로 개편하면서 중앙출장소 관할 구역에 11개 행정동(중구 지역 7개 행정동)이, 병영출장소 관할 구역에 6개 행정동이 설치되었다. 이때 병영출장소 관할의 반구동이 중앙출장소 관할로, 방어진출장소 관할의 염포동이 병영출장소 관할로 편입되었다.[2]
- 1976년 4월 20일 중앙출장소와 병영출장소가 폐지되었다.
- 1979년 5월 1일 염포동을 염포1·2동으로 분동
- 1982년 9월 1일 학성동을 학성동·반구동으로 분동
- 1983년 5월 1일 염포1동을 양정동으로, 염포2동을 염포동으로 개칭

### 구의 역사
- 1985년 7월 15일 울산시 구제 실시로 태화강 이북지역을 관할로 중구가 설치되고, 방어진출장소를 중구에 편입하였다.(구 직할-15동, 방어진출장소-7동)

| 개편 전 | 개편 후 |
| --- | --- |
| 울산시 학성동, 반구동, 복산동, 북정동, 옥교동, 성남동, 우정동, 태화동, 병영동, 약사동, 진장동, 효문동, 양정동, 염포동, 송정동 | 울산시 중구 학성동, 반구동, 복산동, 북정동, 옥교동, 성남동, 우정동, 태화동, 병영동, 약사동, 진장동, 효문동, 양정동, 염포동, 송정동 |
| 울산시 방어동, 일산동, 전하1동, 전하2동, 남목1동, 남목2동, 주전동(방어진출장소)                                               | 울산시 중구 방어동, 일산동, 전하1동, 전하2동, 남목1동, 남목2동, 주전동(방어진출장소)                                               |
- 1985년 8월 10일 중구 방어진출장소가 시 직할 출장소로 승격(15동)
- 1988년 1월 1일 방어진출장소가 동구로 승격하여 중구에서 완전히 분리되었다.
- 1991년 12월 24일 중구청 소재지를 학산동 123번지에서 복산동 180-1번지로 이전
- 1992년 1월 20일 반구동을 반구1·2동으로 분동 (16동)
- 1992년 9월 20일 병영동을 병영1·2동으로 분동 (17동)
- 1995년 3월 2일 복산동을 복산1·2동으로, 태화동을 태화동·다운동으로 분동(19개동)
- 1997년 7월 15일 울산시가 울산광역시로 승격되어 자치구로 승격하고, 일부 지역을 동구와 북구에 편입(14동)

| 개편 전 | 개편 후 |
| --- | --- |
| 울산시 중구 학성동, 반구1동, 반구2동, 복산1동, 복산2동, 북정동, 옥교동, 성남동, 우정동, 태화동, 다운동, 병영1동, 병영2동, 약사동, 염포동, 진장동, 효문동, 송정동, 양정동 | 울산광역시 중구 학성동, 반구1동, 반구2동, 복산1동, 복산2동, 북정동, 옥교동, 성남동, 우정동, 태화동, 다운동, 병영1동, 병영2동, 약사동 |
| 울산시 중구 학성동, 반구1동, 반구2동, 복산1동, 복산2동, 북정동, 옥교동, 성남동, 우정동, 태화동, 다운동, 병영1동, 병영2동, 약사동, 염포동, 진장동, 효문동, 송정동, 양정동 | 울산광역시 동구 염포동 |
| 울산시 중구 학성동, 반구1동, 반구2동, 복산1동, 복산2동, 북정동, 옥교동, 성남동, 우정동, 태화동, 다운동, 병영1동, 병영2동, 약사동, 염포동, 진장동, 효문동, 송정동, 양정동 | 울산광역시 북구 진장동, 효문동, 송정동, 양정동                                                                                       |
- 2009년 1월 1일 옥교동·성남동을 중앙동으로 합동(13동)
- 2014년 9월 1일 북정동(행정동)이 폐지, 북정동(법정동)은 중앙동에 편입되고 성안동(법정동)과 북부순환도로 북쪽의 교동(법정동)이 신설 성안동(행정동)에 편입되었다. 교동(법정동)의 일부가 성남동(법정동)에 편입되었다.

| 개편 전                | 개편 전                      | 개편 후                | 개편 후                              |
| 행정동                 | 법정동                       | 행정동                 | 법정동                               |
| ---------------------- | ---------------------------- | ---------------------- | ------------------------------------ |
| 울산광역시 중구 북정동 | 북정동, 성안동               | 울산광역시 중구 성안동 | 교동, 성안동                         |
| 울산광역시 중구 중앙동 | 학산동, 옥교동, 성남동, 교동 | 울산광역시 중구 중앙동 | 학산동, 북정동, 옥교동, 성남동, 교동 |
- 2024년 1월 1일 복산1동·복산2동을 복산동으로 합동(12동)